# László Baky
László Baky (1898 - 1946) va ser un líder del moviment nazi a Hongria durant la Segona Guerra Mundial.
Nascut a Budapest, militar de carrera, destacant per la seva violència contrarevolucionària va arribar a capitanejar la gendarmeria del seu país. Membre d'alguns grups d'extrema dreta va deixar la gendarmeria el 1938 per a afiliar-se al Partit Nacional Socialista Hongarès. Va ser elegit diputat el 1939 passant a formar part del grup nazi del parlament hongarès. Proper a l'Alemanya nazi formà part d'una coalició pro-Nazi. Després de la invasió i ocupació nazi d'Hongria (març de 1944), Baky va ser ascendit a secretari d'estat del ministeri d'interior sota Andor Jaross i participà entusiàsticament a la deportació dels jueus del país cap als camps d'extermini. Abandonà el país el 1945 però va ser arrestat a Àustria i retornat a Budapest on va ser executat per crims contra l'estat el 1946.